# Цвидинек фон Зюденгорст, Ганс
Ганс Иоганн Алоис Цвидинек Эдлер фон Зюденгорст (нем. Hans von Zwiedineck-Südenhorst; 14 апреля 1845, Франкфурт-на-Майне — 22 ноября 1906, Грац) — австрийский историк, педагог, профессор Грацского университет, библиотекарь
.

## Биография
Сын полковника артиллерии. Изучал историю в университете Граца. После окончания учёбы работал в Штирийской государственной библиотеке и Государственной высшей средней школе в Граце. В 1875 году получил должность преподавателя истории в Университете Граца. В 1880 г. был назначен директором Штирийской государственной библиотеки, в 1885 г. — профессором. С 1899 года был профессором в университете Граца. Опубликовал ряд исторических работ; автор статей в «Общей немецкой биографии».
По его инициативе возникли в Штирии историческое общество и союз немецких историков (1895), избравший его своим председателем. 

## Избранные труды
- «Fürst Christian von Anhalt und seine Beziehungen zu Innerösterreich» (Грац, 1874);
- «Dorfleben im XVIII Jahrhund. Kulturhistor. Skizzen aus Innerösterreich» (B., 1877);
- «Hans Ulrich Fürst von Eggenberg» (B., 1880);
- «Die Politik der Republik Venedig während des Dreissigjährigen Krieges» (Штутгарт, 1882—85);
- «Kriegsbilder aus der Zeit der Landsknechte» (ib., 1883);
- «Die öffentliche Meinung in Deutschland im Zeitalter Ludwigs XIV» (ib., 1888);
- «Deutsche Geschichte im Zeitraum der Gründung des preuss. Königtums» (ib., 1890—94);
- «Deutsche Geschichte von der Auflösung des alten bis zur Gründung des neuen Reichs» (ib., 1895 и сл.);
- «Erzherzog Johann im Feldzuge von 1809» (Грац, 1892);
- «Geschichte und Geschichten» (1894).